# Los Perplejos
Los Perplejos fue un programa de televisión mexicano creado por Mauricio Kleiff (famoso por crear a Los Polivoces y a Los Beverly de Peralvillo) para Televisa y transmitido por el Canal de las Estrellas entre 2005 y 2006 donde se hacían sketches basados en los problemas cotidianos de la vida real actual, usando humor blanco (familiar). Los sketches se transmitían en partes, combinando un sketch, luego otro, luego la continuación de otro, etc. (parecido al programa La casa de la risa). Fue transmitido en la barra cómica "Nos vemos a las 10", en un inicio los miércoles y después los viernes.

## Sinopsis
Un nuevo programa de comedia hilarante de la pluma del genial escritor mexicano, Mauricio Kleiff, creador del formato actual de los programas cómicos televisivos, una nueva propuesta que ofrece un caleidoscopio cómico para divertir a toda la familia y dejarnos perplejos.
Podremos disfrutar de caras frescas: Ricardo Hill y Rafael Romero de formación cabaretera y con amplia experiencia dentro de la industria del doblaje mexicano, Lazcano Malo, satírico y humorístico cantautor, una magnífica comediante, joven, llena de energía y con una fuerza que traspasa las pantallas: Catalina López, y la escultural belleza de Rebeca Mankita.
Son seis actores que vienen a refrescar con nuevos aires la comedia mexicana en la pantalla chica con sketches y personajes que podrían llegar a convertirse en la clásica referencia de la sobremesa.
Los Perplejos, es un programa que reunirá a toda la familia frente al televisor pues el humor que utiliza es moderno, veloz, jocoso y está basado en la comicidad clásica que Mauricio Kleiff ha sabido darle a la televisión mexicana a lo largo de décadas; adaptado a los nuevos tiempos y las nuevas generaciones de espectadores, pero evitando siempre caer en el insulto, el atractivo visual presentado de manera vulgar o el simple y rayano mal gusto.
Aprovecha esta oportunidad y descubre si eres... o te haces.

## Elenco
- Carmen Salinas - ¡La Crema y Nata!
- Ricardo Hill - Ahora es cuando...
- Rebeca Mankita - ¡Si Hay!
- Rafael Romero - Pocos Pelos Pero...
- Catalina López - ¿Quién Dice que no se Puede?
- Ricardo Mendoza "El Coyote"  - ¡Ahí va el Golpe!
- Lazcano Malo - El Que con Lobos Anda...

## Personajes
- Los Perplejos
- La Corcholata
- Don Espartaco
- Joaquín López Dóriga
- Don Antaño
- La Duquesa
- "El Chufas"

## Equipo de Producción
- Director de Escena - Luis Eduardo Reyes
- Productor Asociado - Javier Esponda
- Productor Ejecutivo - Elías Arauz